# Fiorello H. LaGuardia High School of Music & Art and Performing Arts
Fiorello H. LaGuardia High School of Music & Art and Performing Arts – średnia szkoła muzyczna i teatralna w Nowym Jorku. LaGuardia jest szkołą publiczną (Nr. 485), której patronem jest były burmistrz Nowego Jorku Fiorello La Guardia i utrzymywaną przez Nowojorski wydział szkolnictwa. Szkoła powstała w 1984 roku z połączenia dwóch szkół o wieloletnich tradycjach: The High School of Music Art (1934) i High School of Performing Arts (1947). Celem szkoły jest przygotowanie uczniów do profesjonalnych karier w zakresie muzyki instrumentalnej, muzyki wokalnej, sztuki aktorskiej, sztuki tanecznej oraz sztuk plastycznych. Szkoła oferuje również przygotowanie do zawodów technicznych takich jak scenograf czy choreograf.
Co roku szkoła otrzymuje kilkanaście tysięcy aplikacji, z czego wyłanianych jest około 600 uczniów, którzy mają możliwość rozpoczęcia nauki w LaGuardia High School w kolejnym roku szkolnym. Przesłuchania odbywają się zwykle w październiku – listopadzie każdego roku. Uczniowie starający się o przyjęcie do LaGuardii muszą zdać egzamin, który zwykle trwa około 3 godzin. Jako szkoła publiczna LaGuardia przyjmuje tylko uczniów będących rezydentami miasta Nowy Jork.
Uczniowie LaGuardia, poza specjalnymi zajęciami studyjnymi w wybranej dziedzinie, przerabiają materiał nauczania normalnej szkoły średniej. W przypadku niezaliczenia zajęć koserwatoryjnych lub studyjnych pozwala to absolwentom uzyskać dyplom ukończenia powszechnej szkoły średniej.

## Sławni absolwenci
Aktorzy
- Timothée Chalamet
- Kirk Acevedo
- Jennifer Aniston
- Tichina Arnold
- Ellen Barkin
- Richard Benjamin
- Chastity Bono
- Julie Bovasso
- Adrien Brody
- Cara Buono
- Charles Busch
- Northern Calloway
- Diahann Carroll
- Thom Christopher
- Keith David
- Michael DeLorenzo
- Dom DeLuise
- Robert De Niro
- Dagmara Domińczyk
- Ron Eldard
- Omar Epps
- Carla Gallo
- Rick Gonzalez
- Cliff Gorman
- Adrian Grenier
- Anna Maria Horsford
- Jackee Harry
- Paula Kelly
- Kim Yoon-jin
- Dawnn Lewis
- Hal Linden
- Priscilla Lopez
- Sonia Manzano
- Janet Margolin
- Graham Patrick Martin
- Paul McGill
- James Moody
- Keith Nobbs
- Ana Ortiz
- Al Pacino
- Corey Parker
- Sarah Paulson
- Carl Anthony Payne II
- Elizabeth Peña
- Brock Peters
- Suzanne Pleshette
- Tony Roberts
- Jennifer Salt
- Helen Slater
- Wesley Snipes
- Susan Strasberg
- Glynn Turman
- Martha Veléz
- Ben Vereen
- Jessica Walter
- Lesley Ann Warren
- Marlon Wayans
- Steven Weber
- Billy Dee Williams
- Vanessa A. Williams

Wokaliści, kompozytorzy, rapperzy, muzycy nowocześni
- Shelley Ackerman
- Steve Jordan
- Carole Bayer Sager
- Marilyn Bergman
- Eagle Eye Cherry
- Inaya Day
- Jean Grae
- Janis Ian
- Kelis
- Domino Kirke
- Eartha Kitt
- Shari Lewis
- Melissa Manchester
- Men Of Vizion
- Nicki Minaj
- Liza Minnelli
- Dana Dane
- Laura Nyro
- Mark Rivera
- MC Serch
- Paul Stanley
- Elly Stone
- Mario Vazquez
- Daphne Rubin-Vega
- Suzanne Vega
- Slick Rick
- Eric Weissberg
- Heather Leigh West
- Peter Yarrow

Kompozytorzy
- Martin Bresnick
- Cy Coleman
- Morton Feldman
- Charles Fox
- Gerald Fried
- Joel Hirschhorn
- Michael Kamen
- Edward Kleban
- Meyer Kupferman
- Ezra Laderman
- Paul Lansky
- Mitch Leigh
- Coleridge-Taylor Perkinson
- Stu Phillips
- Jonathan Tunick

Dyrygenci
- Leon Botstein
- James Conlon
- Eve Queler
- Gerard Schwarz
- David Zinman

Muzycy klasyczni
- Ik-Hwan Bae
- David Braid
- Stanley Drucker
- Bernard Garfield
- David Krakauer
- Steven Lubin
- Murray Perahia
- Joshua Rifkin
- Steve Stevens
- Roland Vamos
- Arthur Weisberg
- Pinchas Zukerman

Śpiewacy klasyczni
- Priscilla Baskerville
- Jennifer Chase
- Reri Grist
- Isabel Leonard
- Catherine Malfitano
- Julia Migenes

Muzycy jazzowi
- Sterling Campbell
- Bill Charlap
- Ray Chew
- Billy Cobham
- Eddie Daniels
- Kenny Drew
- Sharon Freeman
- Eddie Gomez
- Omar Hakim
- Chuck Israels
- Steve Jordan
- Marcus Miller
- Charnett Moffett
- Shorty Rogers
- Jeremy Steig
- Dave Valentin
- Kenny Washington
- Larry Willis

Reżyserzy
- Lou Berger
- Maurice Berger
- Robert Brustein
- James Burrows
- Charles Busch
- Reggie Rock Bythewood
- Martin Charnin
- Graham Diamond
- Herb Gardner
- Diana Gould
- Peter Hyams
- William Gordon
- Erica Jong
- Michael Kahn
- James Howard Kunstler
- Jonathan Lethem
- Lonny Price
- Esmeralda Santiago
- Barry Sonnenfeld
- Charles Van Doren
- Sherman Yellen

Producenci
- Steven Bochco
- Robert Greenwald
- Lynne Littman
- Roland Scahill
- David Simon